# 印度情报机构列表
印度有多个情报机构，其中最著名的是印度研究分析室（R&AW，对外情报机构）和印度情报局（IB，对内情报机构，负责反情报、反恐和整体内部安全）。

## 国家技术研究组织
国家技术研究组织(NTRO)是印度总理办公室国家安全顾问下属的技术情报机构，成立于2004年，下设有国家关键信息基础设施保护中心（NCIIPC）以及亚洲首个用于密码学教育和研究的机构——国家密码研究与发展研究所（NICRD）。

## 印度研究分析室
印度研究分析室（R&AW）是印度的主要对外情报机构，主要职能是收集外国情报、反恐、反扩散、为决策层提供建议、推进印度的外交战略利益以及印度核计划的安全事务。

### 航空研究中心

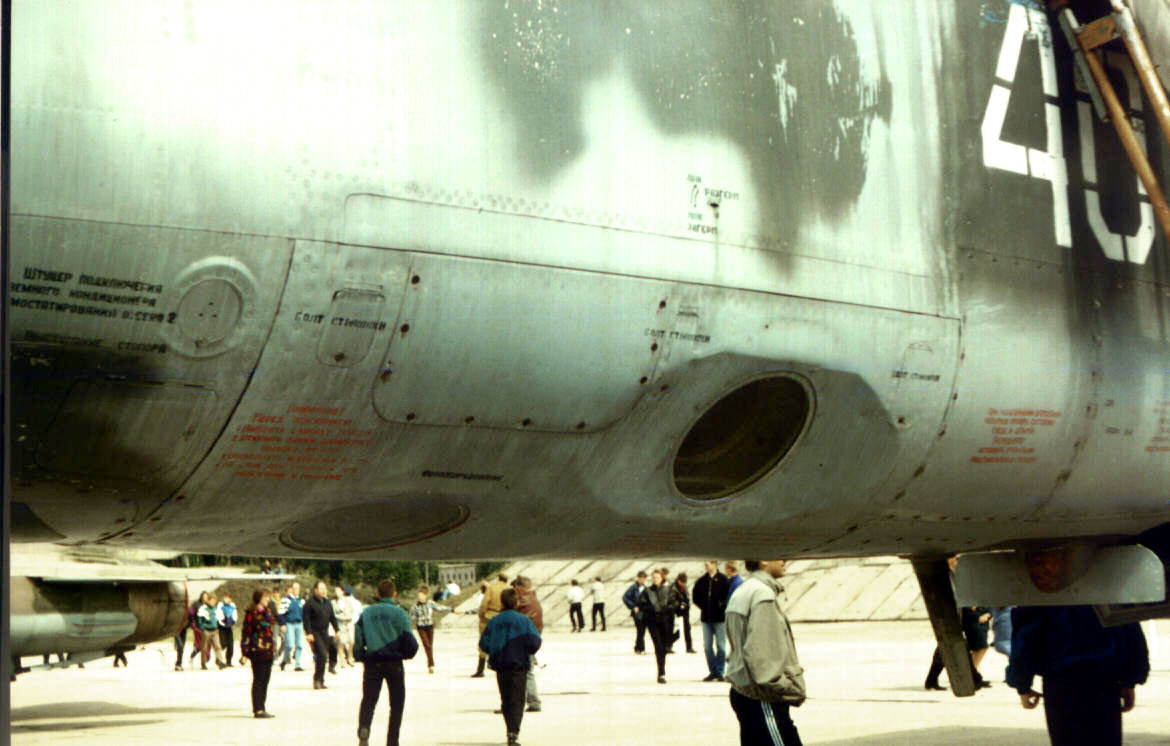
米格-25RB的空中监视摄像机

航空研究中心(ARC) 隶属于印度研究分析室，首任负责人是R&AW的创始人R.N.克奥。多年来，该中心已发展成为一家拥有数量庞大、种类多样机队的大型机构，主要负责空中监视、信号情报 (SIGINT)行动、空中侦察(PHOTINT)、边境监控、图像情报(IMINT)等。这些飞机配备了最先进的电子监视设备和远程摄像机，能够从极高的高度拍摄目标的照片。该中心还与印度空军共同将特别边境部队(SFF)突击队员从新德里北部250公里的萨尔萨万运送到SFF位于北阿坎德邦恰克拉塔的营地。

### 无线电研究中心
无线电研究中心(RRC)隶属于印度研究分析室，是印度首屈一指的通信和信号情报机构。其任务包括：与驻外大使馆通信、向驻外特工发送密文、拦截固定电话和无线通信，并与联合密码局密切合作。该中心在全国各地设有办公室，负责拦截通信和发送密文。

### 电子和技术服务
电子与技术服务（ETS）是印度研究分析室的电子情报（ELINT）部门，成立于于20世纪80年代中期，首位负责人是当时印度研究分析室负责人N.F.孙托奥克，总部位于新德里的中央政府办公室综合大楼内。ETS的职能还包括电子战(EW)、电子监视措施(ESM)、遥测(TELINT)、跟踪和监视数据链路、拦截和监视导航信号等其他电子情报和电子战方式。

## 情报局
情报局（IB，印地语：आसूचना ब्यूरो；IAST：āsūcanā byūro）是印度对内情报机构。，是印度内政部下属的国内安全和反情报机构，成立于1887年，当时名为中央特别支部。

## 国家调查局
国家调查局（NIA）是印度专门的反恐执法机构。根据内政部的书面声明，该机构有权在未经各邦特别许可的情况下调查跨邦的恐怖主义相关犯罪。国家调查局的主要任务是调查和起诉恐怖主义、叛乱和其他相关事项等具有国家和跨境影响的犯罪。它有权调查对印度主权、安全和完整构成威胁的案件。它有权进行搜查、扣押和逮捕，以及收集证据和维护恐怖组织及其成员的数据库。2008年孟买发生恐怖袭击后，印度政府意识到印度现有机构在反恐情报和追踪方面的不足，需要成立专门机构来处理恐怖主义相关活动。同年12月31日，印度议会颁布《2008年国家调查局法案》，成立国家情报局。国家情报局总部位于新德里，在海得拉巴、古瓦哈蒂、科契、勒克瑙、孟买、加尔各答、賴布尔、查谟、昌迪加尔、兰契、金奈和因帕尔设有分支机构。它存有通缉犯名单，运作和有效性也受到了审查，管辖权、问责制和与其他机构的协调也存在争议。
国家情报局的创始总干事是拉达·维内阿德·拉朱，任期至2010年1月31日。目前，萨达南德·达泰自2024年4月1日起担任总干事。

## 国家网络协作中心
国家网络协作中心（NCCC）是印度的网络安全和电子监控运营机构。其目的是筛选通信元数据，并协调其他机构的情报收集活动。

## 税收情报局
税收情报局（DRI）是印度最高反走私情报、调查和行动机构，由中央间接税和海关委员会（CBIC）派驻到下属各地区单位以及印度驻外大使馆，作为海关海外情报网络的一部分。该机构由印度政府特别秘书级别的总干事领导，致力于打击走私枪支、黄金、毒品、假币、古董、野生动植物产品等违禁品，以及黑市交易、洗钱和商业诈骗等，确保印度的国家和经济安全。

## 联合密码局
联合密码局与IB和R&AW密切合作，负责敏感数据的密码分析和加密、密码学和信号情报，以及为有相似任务的其他军事部门提供协调和指导。目前大多数专门的测向和监控等用于提供战术情报的设备都来自俄罗斯。
联合密码局还负责处理与公钥和私钥管理相关事宜。印度的密码产品受出口管制，一般不为密钥长度超过56位的产品提供许可证。印度国内计算机行业主要生产个人电脑，与之兼容的密码产品已经开发完毕并实现商用。印度尚未商业化生产更强大的密码系统，由于普遍缺乏技术和专门知识，该领域进展缓慢。国防领域一些负责密码技术、协议和产品实装的组织已经设计并生产了定制的密码产品。

## 全印度无线电监测机构
全印度无线电监测机构（AIRMS）是位于西姆拉的一个中央监测机构，负责监测印度境内的广播以及印度感兴趣的外国广播，与R&AW和军事情报部门保持联络。

## 国防情报局
国防情报局（DIA）成立于2002年3月5日，首任局长(DG)为中将卡迈勒·达瓦尔。该部门向国防参谋长（CDS）汇报工作，是所有国防相关情报的中心机构，因此有别于印度研究分析室，大部分预算和运营都是机密。
国防情报局有着国防部珍贵的技术情报资产——信号情报局和国防图像处理和分析中心（DIPAC）。信号局负责获取和解密敌方通信，而DIPAC则控制着印度的卫星图像获取能力。国防情报局下属的国防信息战局（DIWA）负责处理信息战的所有要素，包括心理战、网络战、电子拦截和声波监测等。在国防情报局成立之前，印度武装部队的军事情报能力仅限于战地情报单位（FIU）和各军种的独立情报部门，军种之间无法有效协调情报行动和信息共享，还严重依赖R&AW、IB等非军事情报机构。国防情报局拥有广泛的资源和职能，将领导并协调印度军事情报局、印度空军情报局和印度海军情报局的工作。

## 信号情报局
信号情报局是由陆军、海军和空军人员组成的军种联合机构，拥有大量无线实验单位（WEU），负责监听其他国家军事联系。

## 中央监测组织
中央监测组织（CMO）是国防部直属部门，通过全国各地的多家监测公司监控所有用户（如国防、警察、空军、铁路、国有企业等）对无线电频谱的使用情况。

## 电信资源与监控执法
电信资源与监控执法（TERM），前身是电信监控警戒（VTM），是印度电信部的监控部门，由分布在印度22个电信圈和10个大型电信区的34个小组组成。各小组的主要职能是网络警戒、监控和安全，还负责运营非公开的大规模电子监视计划——中央监测系统，以及其他职能。

## 国家犯罪记录局
国家犯罪记录局(NCRB) 是印度内政部下属机构，总部位于新德里，负责收集和分析《印度刑法典》（IPC）和特别及地方法律（SLL）定义的犯罪数据。
NCRB成立于1986年，旨在收集有关犯罪和罪犯的信息，协助调查人员发现罪行与嫌疑人的联系。

## 各邦特别部门/各邦情报局
印度各邦、联合属地的警察部队下设情报机构，即特别部门-CID、各邦特别部门、各邦情报部门等。
这些部门通常被称为特别部门，由总警监/副总警监级官员领导。
- 马哈拉施特拉邦邦情报局（英语：State_Intelligence_Department）
- 邦特别部门

## 扩展阅读
- Military Intelligence in India: An Analysis Bhashyam Kasturi: The Indian Defence Review （页面存档备份，存于）, 1997
- Cryptography Technology and Policy Directions in the Context of NII Gulshan Rai, R.K.Dubash, and A.K.Chakravarti. Information Technology Group Dept. of Electronics Govt. of India December, 1997